# Sarah-Léonie Cysique
Sarah-Léonie Cysique (Sarcelles, 6 de julio de 1998) es una deportista francesa que compite en judo.
Participó en dos Juegos Olímpicos de Verano, obteniendo en total cuatro medallas, dos en Tokio 2020, oro en el equipo mixto y plata en la categoría de –57 kg, y dos en París 2024, oro en el equipo mixto y bronce en la categoría de –57 kg.
Ganó una medalla de bronce en el Campeonato Mundial de Judo de 2025 y cuatro medallas en el Campeonato Europeo de Judo entre los años 2020 y 2023.

## Palmarés internacional
| Juegos Olímpicos   | Juegos Olímpicos        | Juegos Olímpicos  | Juegos Olímpicos |
| Año                | Lugar                   | Medalla           | Categoría        |
| ------------------ | ----------------------- | ----------------- | ---------------- |
| 2020               | Tokio (Japón)           | Medalla de oro    | Equipo mixto     |
| 2020               | Tokio (Japón)           | Medalla de plata  | –57 kg           |
| 2024               | París (Francia)         | Medalla de oro    | Equipo mixto     |
| 2024               | París (Francia)         | Medalla de bronce | –57 kg           |
| Campeonato Mundial |                         |                   |                  |
| Año                | Lugar                   | Medalla           | Categoría        |
| 2025               | Budapest (Hungría)      | Medalla de bronce | –57 kg           |
| Campeonato Europeo |                         |                   |                  |
| Año                | Lugar                   | Medalla           | Categoría        |
| 2020               | Praga (República Checa) | Medalla de bronce | –57 kg           |
| 2021               | Lisboa (Portugal)       | Medalla de bronce | –57 kg           |
| 2022               | Sofía (Bulgaria)        | Medalla de plata  | –57 kg           |
| 2023               | Montpellier (Francia)   | Medalla de bronce | –57 kg           |